# Cardaria pubescens
Cardaria pubescens là một loài thực vật có hoa trong họ Cải. Loài này được (C.A. Mey.) Rollins mô tả khoa học đầu tiên năm 1940.